# Épisodes de Maigret (1991-2005)
Cet article présente le guide des épisodes de la série télévisée Maigret (1991-2005), où Bruno Cremer incarne le personnage du commissaire Maigret créé par Georges Simenon.

## Épisode 1:Maigret et la Grande Perche
- France : 8,6 millions de téléspectateurs[1] (première diffusion)

- Michael Lonsdale (Monsieur Serre)
- Renée Faure (Madame Serre)
- Elizabeth Macocco (Ernestine)
- Marie Collins (Eugénie)
- Jean-Claude Frissung (Janvier)
- Pierre Baillot (Moers)
- Philippe Fretun (Boissier)
- Serge Beauvois (Torrence)
- Anne Bellec (Madame Maigret)
- Jean-Marie Bernicat (Commissaire Brand)
- Francis Coffinet (Dambois)
- Jean-Pierre Gos (Inspecteur Vannier)
- Alain Stern (Inspecteur Garcin)
- Fidesse Hunter (La traductrice)
- André Bourges (l'huissier de nuit)
- Jean Champion (le patron de la quincaillerie)
- Yannick Evelt (le planton)
- Jacques Giraud (le patron du Café de l'Auvergnat)
- Olivier Pajot (le patron du Café de la Femme)
- Hervé Rey (le vendeur de la quincaillerie)
- Philippe Seurin (le policier de Neuilly)
- Paul Vally (l'huissier de la P.J.)
- Julien Verdier (maître Orin)

Ernestine, dite la Grande Perche, une ancienne prostituée à qui le commissaire Maigret avait eu affaire quelques années auparavant, est venue lui raconter une curieuse histoire Son mari, un cambrioleur malchanceux surnommé Alfred le Triste et spécialisé dans l'ouverture des coffres-forts, s'est introduit un soir dans une demeure bourgeoise de Neuilly. Mais il y a malheureusement découvert un cadavre de femme et s'est enfui sans ses outils.
Convaincu par l'histoire d'Ernestine, le commissaire fait rechercher, d'après une vague description, l'endroit qu'Alfred a voulu cambrioler et s'y rend avec un collègue. C'est là qu'habitent une dame âgée et son fils, monsieur Serre, un dentiste marié à une riche néerlandaise, Maria Van Aerts. Ayant prétendument rompu avec lui le soir en question, l'épouse aurait fait ses bagages, comportant une malle-cabine, et serait partie à bord d'un taxi en maraude hélé au coin de la rue. Mère et fils nient la tentative de cambriolage, alors qu'une vitre a été remplacée dans la pièce visitée par Alfred, soutenant qu'elle a été brisée à cause d'un orage, et avant ce soir-là, d'où la pose d'une autre. Quant à l'épouse fortunée, elle serait repartie au pays rejoindre une amie.

## Épisode 2:Maigret chez les Flamands
- Alexandra Vandernoot (Anna Peeters)
- Sabrina Leurquin (Marguerite Van de Veeil)
- Gérard Darier (Machère)
- Pierre Dherte (Joseph Peeters)
- Robert Lemaire (premier douanier)
- Raymond Avenière (le docteur Van De Weert)
- Dominique Baeyens (Germaine Piedbœuf)
- Olivier Darimont (Gérard Piedbœuf)
- Isabelle Defossé (Sœur Converse)
- Léo Dherte (l'enfant)
- Maxime Durin (le second douanier)
- Marie-Ange Dutheil (la Mère supérieure)
- Vincent Grass (le marinier de l'Étoile Polaire)
- Marc Janssen (le père Peeters)
- Sandrine Laroche (Colette)
- Gérald Marti (le père Piedbœuf)
- Henri Monin (le patron du café)
- Pieter Riemens (un joueur de cartes)
- Jean-Louis Sbille (le pharmacien Vadot)
- Georges Siatidis (le jeune policier)
- Christine Smeysters (la patronne de l'hôtel)
- Victoire Theismann (Maria Peeters)
- Lucienne Troka (la femme qui garde l'enfant)
- Hilde Uitterlinfen (la mère Peeters)
- François Vincentelli (le garçon de café)
- Michel Wouters (le commis marinier).

À la demande d'Anna Peeters, le commissaire Maigret se rend à Givet, sur les bords de la Meuse, pour aider la famille de la jeune femme à titre privé. Les Peeters, riche famille d'épiciers flamands, sont détestés par les habitants et tout le monde les accuse, selon Anna, de la disparition de Germaine Piedbœuf. C'était la maîtresse de Joseph Peeters qui l'a abandonnée, mais dont elle a eu un enfant pour lequel elle devait quémander auprès des Peeters de quoi subsister.  D'après les rumeurs, Germaine était un obstacle au mariage de ce fils adulé par sa famille avec la fille du docteur Van de Weert.
Peu après le témoignage plutôt douteux d'un marinier, on retrouve le corps de Germaine dans la Meuse, à 100 km de là. Selon le rapport d'autopsie, elle aurait séjourné dans l'eau trois semaines à un mois, mais serait morte trois jours avant son immersion, le crane défoncé par un marteau ou une masse. Avec l'aide de l'inspecteur Machère, responsable de l'enquête, le commissaire s'évertue à clarifier l'affaire. Pour lui, malgré les apparences, ce n"est pas Joseph  le coupable.

## Épisode 3:Maigret et la Maison du juge
- Michel Bouquet (Le juge Forlacroix)
- Eric Thomas (Méjat)
- Bruno Wolkowitch (Albert Forlacroix)
- Karin Viard (Thérèse)
- Julien Maurel (Marcel Airaud)
- Josiane Lévêque (Adine Hulot surnommée Didine)
- Marcel Champel (Justin Hulot)
- Marthe Mercadier (La femme du juge) (non créditée)

À la suite d'une disgrâce, le commissaire Maigret est muté en Vendée, dans la petite commude de Luçon. Pour occuper ses journées et tromper son ennui, il joue au billard. Mais une bien étrange affaire va lui faire reprendre du service. Méjat, son adjoint, le rejoint un soir pour lui dire qu'une  habitante de L'Aiguillon, une certaine Didine, voudrait lui parler personnellement. Elle vient lui apprendre qu'elle et son mari, Justin, ont entrevu un cadavre dans la maison d'un notable retraité voisine de la leur, celle du juge Forlacroix.
Intrigué, le commissaire se rend sur place où se trouve encore Justin, observant une demeure à la dérobée : celle du juge. Plus tard, à la nuit tombée, ils voient le juge traînant hors de son domicile un sac de jute, contenant probablement le cadavre, qu'il veut abandonner à la mer. Interpellé, mais manifestement soulagé, le notable invite le commissaire à entrer chez lui pour s'expliquer. Il lui déclare alors qu'il s'agit du corps d'un inconnu qu'il a découvert dans la lingerie.

## Épisode 4:Maigret et les Plaisirs de la nuit
- Jacqueline Danno (Rose)
- Philippe Polet (Lapointe)
- Jean-Louis Foulquier (Fred)
- Marina Golovine (Lili)
- Virginie Robert (Dolly)
- Serge Beauvois (Torrence)
- Valérie Vogt (Tania)
- Véronique Barrault (Betty)
- Éric Doye (Philippe)
- Yves Boonen (le docteur Bloch)
- Alexis Nitzer (Lognon)
- Carlos Pavlidis (La Sauterelle)
- Annie Noël (la tante de Lili)
- Michèle Loubet (sœur Eudice)
- Rémy Kirch (le brigadier)
- Serge Bento (le médecin légiste)
- Frédérique Ruchaud (Lucie)
- Christiane Mériel (concierge Lili)
- Anne-Marie Jabraud (concierge de la Comtesse)
- Alain Chevestrier (Émile)
- Dominique Marcas (la dame des toilettes)
- Daniel Dhubert (l'inspecteur)
- Patrick Mercado (le chauffeur de taxi)
- Jacque Potin (le majordome)
- Francis Bouc (l'unijambiste)
- Allen Hoist (le saxophoniste)
- Raymond (le batteur)
- Jacques de la Brunelière (Désiré)

Lili est strip-teaseuse au Plaisir's, un cabaret parisien situé à Pigalle. Un soir, elle débarque ivre au commissariat du quartier pour y faire une déposition. Elle déclare avoir surpris une conversation entre deux hommes, où il était question de tuer une comtesse. L'un des deux serait un dénommé Oscar. Constatant que l'agent ne semble pas la prendre au sérieux, Lili finit par déchirer sa déposition puis quitte les lieux. Mais le lendemain, elle est retrouvée morte au Plaisir's.
Le commissaire Maigret décide de mener directement son enquête au sein du cabaret, afin d'en appendre plus sur place. Mais lorsqu'il interroge Rose et Fred, les tenanciers de la boîte, ils lui parlent seulement d'un jeune homme amoureux de Lili venant régulièrement la voir au cabaret. Selon Fred, ce serait un policier prénommé Albert. Or, ce client assidu n'est autre qu'un jeune collègue du commissaire, l'inspecteur Lapointe. 

## Épisode 5:Maigret et le Corps sans tête
- Aurore Clément (Aline Calas)
- Patrick Floersheim (Dieudonné Pape)
- François-Régis Marchasson (le Juge Coméliau)
- Nicolas Tronc (Antoine)
- Pierre Baillot (Joseph Moers)
- Philippe Polet (Lapointe)
- Anna Gaylor (la mère d'Antoine)
- Gérard Darier (Machère)
- Patrick Moreau (Béraud)
- Pierre Maguelon (Bastien Petit Beurre)
- Marianne Groves (la bouchère)
- Michel Dussin (docteur Paul)
- Maria Blanco (Lucette Calas)
- Éric Métayer (employé consigne)
- Robert Aburbe (chef consigne)
- Bernard Marcellin (Victor le scaphandrier)
- Sabrina Ansidei (Myrian la petite fille)
- Catherine Hasselwander (la réceptionniste)
- Thierry Bois (client n°1)
- Serge Yorel (client n°2)

Dans un canal, près de Paris, a été repêché le cadavre d'un homme découpé en morceaux. Et malgré les recherches, on n'a pas retrouvé la tête ni les mains, ce qui complique l'identification de la victime. Averti par l'inspecteur Machère, le commissaire Maigret arrive sur les lieux et commence ses investigations.
Pour téléphoner, il se rend ensuite à cent mètres de là, dans un bistrot du quartier que lui a indiqué l'inspecteur et tenu par les Calas Il y fait la connaissance de la tenancière, Aline Calas, dont il découvre qu'elle boit en cachette. Son mari, parti en province s'approvisionner en vin, est absent depuis quelques jours mais, curieusement, elle ne semble pas inquiète de cette absence prolongée. Au cours de leur conversation, un coursier arrive et s'enfuit à la vue du commissaire, ce qui l'intrigue.

## Épisode 6:Maigret et la Nuit du carrefour
- Roland Blanche (Victor Kowalski)
- Myriam Boyer (Elyane Michonnet)
- Sunnyi Melles (Else Von Ritter)
- Johan Leysen (Karl Von Ritter)
- Hubert Deschamps (Edmond)
- Philippe Dormoy (L’inspecteur Colin)
- Henri Courseaux (Roger Michonet)
- Solenn Jarniou (Gilberte Kowalski)
- Jacques Deglas (Mario)
- Bernard Lincot (L’inspecteur Dupré)
- Marc Olinger (Le patron de l’auberge)
- Marie-Anne Lorge (La patronne de l’auberge)
- Franck Sasonoff (L’inspecteur Gaubert)
- Xavier Maly (Le docteur)
- Philippe Noesen (Le chirurgien)
- Rob Wiesen (Le chauffeur du car)
- Jean-Marie Rau (Keraudrain)
- Francis Backes (Le chauffeur du camion)
- Johnny Laures (Le paysan)
- Philippe Dupont (Planton)
- Jacques Paquer (L’agent jeune)
- Patrick Hastert (Le policier)
- Vincent Libon (Le gendarme)
- Claudia Van der Steen (Mme Van der Meulen)

Au milieu de nulle part se trouve le lieu-dit "le Carrefour des Veuves", un hameau avec trois habitations. Il y a celle des époux Michonnet face au garage station-service tenu par Victor Kowalski, accolé à la maison où il vit avec sa compagne. Et il y a, un peu plus en retrait, un manoir délabré, dissimulé par des arbres, que louent Karl Von Ritter et sa sœur Else.
Un matin, Karl découvre dans son propre garage, à la place de son véhicule, la voiture de son voisin Michonnet. À l'intérieur se trouve le cadavre d'un homme affalé sur la banquette. Il s'agit d'un certain Van Der Meulen, un diamantaire d'Anvers, tué d'une balle dans la tête. Le commissaire Maigret se rend sur place pour mener son enquête et s'installe à l'auberge la plus proche avec son collègue Lucas. Peu après, la femme du diamantaire, venue identifier son mari, se fait tirer dessus dès son arrivée et trouve la mort à son tour...

## Épisode 7:Maigret et les Caves du Majestic
- Jérôme Deschamps (Prosper)
- Michel Caccia (Ramuel)
- Maryvonne Schiltz (Charlotte)
- Marilu Marini (Gigi)
- Erick Desmarestz (Judge Benneau)
- Jacques Ciron (Le directeur du Majestic)
- Jean-Claude Frissung (Janvier)
- Jean-Pierre Gos (Lucas)
- Terrence Ford (Michael Clark)
- Véronique Rike (Ellen Darroman)
- Charlotte Maury (Marie Deliaeard)
- Pierre Julien (Monsieur Jean)
- Pablo Verón (Euzebio)
- Roger Burckhardt (Jolivet)
- Michel Cassagne (Gardel)
- Francis Coffinet (Désiré)
- Pierre Banderet (Le patron de la brasserie de l'horloge)
- Nicolas Bridel (Le médecin du Majestic)
- Judith Burnett (Mlle Borms)
- Brian Richards (L’avocat de Clark)
- Nader Farman (monsieur Charles)
- Patten Nigel (l'interprète)
- Jean-Paul Daunas (Le patron du Pélican)
- Arnold Walther (Le maître d'hôtel du Majestic)
- Gil Laubert (Le concierge du Majestic)
- Bernard Robin (Le concierge de la rue Réaumur)
- Marco Clalmandrei (Le contrôleur du train)
- Jack Mohnsam (Le chef de cuisine)
- Jacques Disses (l'épicier)
- Arthur Deschamps (le fils de Prosper)
- Danielle Nègre (la danseuse du cabaret)
- Philippe Maymat (le voyou)

Dans une armoire du vestiaire des caves du Majestic, un luxueux hôtel parisien, est retrouvé le cadavre d'une femme étranglée. Il s'agit de l'épouse de monsieur Clark, riche industriel américain. Il faut donc mener l'enquête en douceur.
Appelé sur les lieux, le commissaire Maigret va d'abord s'intéresser au petit monde des habitués des sous-sols de l'hôtel dont Prosper Donge, le responsable de la caféterie ayant découvert le corps, et Jean Ramuel, le comptable. Mais il ne néglige pas pour autant l'emploi du temps de monsieur Clark, lequel entretient une liaison avec l'institutrice de son jeune fils. 
En ce qui concerne Prosper, il vit avec sa compagne Charlotte, une ancienne danseuse devenue femme de ménage. Ayant des difficultés à joindre les deux bouts, elle et lui travaillent du soir au matin et ne font que se croiser. Quand Charlotte rentre c'est au petit jour, l'heure pour elle d'aller dormir et pour lui de se lever, se préparer vite fait et partir travailler à vélo. Quant au comptable, le commissaire apprend du concierge de l'hôtel qu'il a dormi dans les sous-sols la nuit précédente. L'homme serait en couple avec une mégère qui le met souvent à la porte de chez lui. Et depuis quelque temps il passe ses nuits dans son bureau. Questionné à son sujet, Prosper rapporte que Ramuel, avant de travailler pour le Majestic, a été comptable dans une banque dont Maigret se souvient à cause d'une faillite frauduleuse. 

## Épisode 8:Maigret se défend
- Agnès Soral (Aline)
- Claude Faraldo (Palmari)
- Philippe du Janerand (crédité Philippe Dujanerand) (Docteur Melan)
- Raoul Delfosse (Directeur PJ)
- Vincent Martin (Lourtie)
- Ewan Mc Laren (jeune inspecteur)
- Joseph Sebek (inspecteur Fournier)
- Jean-Paul Solal (préfet de police)
- Vaclav Mares (docteur Pardon)
- Linda Rybova (Nicole Prieur)
- Jiri Havel (Désiré)
- Antoine Marin (inspecteur Barnacle)
- Silvie Laguna (assistante dentiste)
- Jean Saudray (le lad)
- Catherine Hosmalin (la prostituée)
- Carmen Mayerova (patronne hôtel)
- Vaclav Trojan (maître d'hôtel)
- Rapheline Goupillaud (femme de ménage)
- Alain Sachs (le prêtre)
- Statopluk Matyas (Bonfils)
- Sylvie Herbert (concierge)
- Jiri Kratochvil (chauffeur de taxi)

Au milieu de la nuit, Maigret est réveillé par la sonnerie de son téléphone. C'est une jeune fille affolée qui sollicite son aide. Il la rejoint dans un café où elle lui raconte qu'un ami a voulu la violer et que, pour comble, son sac lui a été volé dans le métro. Maigret la conduit alors à l'hôtel de Savoie.
Convoqué le lendemain chez le préfet de police, il est stupéfait d'apprendre qu'une certaine Nicole Prieur a fait une déposition officieuse, selon les directives de son père, où elle l'accuse d'avoir tenté d'abuser d'elle dans une chambre de l'hôtel de Savoie. Le préfet a devant lui un dossier contenant le rapport des faits. Le commissaire comprend que c'est la jeune fille de la veille, qui s'était présentée à lui sous un autre nom. Et comme il s'agit de la nièce d'un membre du Conseil d'État, il est prié de ne pas entrer en contact avec la jeune personne. Il lui est précisé que c'est une affaire interne et qu'il ne doit tenter aucune action, que ce soit auprès de la presse ou auprès d'un syndicat. Sur ce, le commissaire quitte  la pièce, de fort mauvaise humeur, avec le rapport.
De retour au commissariat, Maigret raconte l'histoire à son adjoint Torrence. Les deux hommes en arrivent à la conclusion que c'est un coup monté par quelqu'un que le commissaire a dans le collimateur. Ils songent alors à Manuel Palmari, un truand soi-disant rangé que Maigret; qui le soupçonne d'être à la tête d'un gang de voleurs de bijoux, a mis sous surveillance.
Afin de se disculper, le commissaire mène quand même une enquête officieuse sur Nicole Prieur. L'ayant découvert, le directeur de la PJ lui ordonne de prendre quelques jours de congé. Maigret en profite pour poursuivre ses investigations, aidé de ses hommes. Ce faisant, il découvre qu'elle côtoie un dentiste nommé François Melan. Coïncidence : son cabinet se situe face à l'immeuble où habite Palmari avec sa maîtresse...

## Épisode 9:Maigret et les Témoins récalcitrants
- Jean-Claude Frissung (Janvier)
- Éric Prat (Torrence)
- Marc Duret (le juge Angelot)
- Denise Chalem (Solange Lachaume, née Zuber, belle-sœur de la victime. Solange est l'héritière des peausseries Zuber, de son père Zubersky, rachetées par Hirschfeld).
- Olivier Pajot (Armand Lachaume, frère de la victime et époux de Solange)
- Gisèle Casadesus (Catherine, gouvernante de la maison)
- Alain Fromager (Destour)
- Jean-Luc Bucquet (Maître Radel)
- Pierre Baillot (Moers)
- Christiane Cohendy (Véronique Lachaume). Rejetée par sa famille, elle était l'amie de Solange Zurbersky, juive, admise chez les Lachaume uniquement en raison de son héritage.
- Louison Roblin (la patronne du bistrot)
- Jean-François Vlerick (Sainval)
- Chantal Deruaz (la déléguée du personnel de la biscuiterie Lachaume)
- Claude Aufaure (Justin, le comptable de la biscuiterie Lachaume)
- Louis Navarre (Le Chanoine, vieux cambrioleur)
- Jean-Pierre Delage (le docteur)
- André Oumansky (Hirschfeld)
- Philippe Lehembre (Barbarin)
- Valérie Kaplanova (madame Lachaume)
- Raoul Schranil (monsieur Lachaume)
- Petr Drozda (le marinier hollandais)
- Lenka Pesatova (la secrétaire)
- Martin Muzik (Jean-Paul)

Léonard Lachaume, patron d'une biscuiterie vétuste avec son frère Armand, est retrouvé mort sur son lit, tué d'une balle de revolver en plein cœur. Appelé sur les lieux, le commissaire Maigret est accueilli froidement par une famille sur la défensive, cherchant à faire croire qu'il s'agit d'une affaire de cambriolage qui aurait mal tourné. Le commissaire n'est pas dupe, certains détails démontrant une grossière mise en scène.
L' enquête du commissaire, confronté au mutisme de l'entourage de Léonard, va s'avérer difficile, d'autant qu"il  se retrouve flanqué d'un jeune juge d'instruction plutôt encombrant. Mais il apprend tout de même que la biscuiterie est au bord de la faillite, et que c'est l'argent de Solange Lachaume, belle-sœur de Léonard, qui maintient l'entreprise à flot…

## Épisode 10:Maigret et l'Homme du banc
- Marie Dubois (Mme Thouret)
- Julie Jézéquel (Monique)
- Éric Prat (Torrence)
- Fred Personne (Saimbron)
- Anne Bellec (Mme Maigret)
- Jean-Marie Juan (Santoni)
- Jean-Pierre Germain (Jorisse)
- Michel Berto (Jef Schremeck)
- Laurence Mercier (Léone)
- Samuel Le Bihan (Le jeune inspecteur)
- Philippe Lejour (Le juge Cormeliau)
- Andrée Damant (La concierge)
- Marie Pillet (Mme Lachaise).
- Andréa Ferréol (Mariette Gibeaux)
- Julien Rassam (Lecoeur)
- Jiri Kasan (garçon de la P.J.)
- Leila Azari (Yvette)
- Helena Kaclova (Arlette)
- Pavlina Mourkova (Lucille)
- Emma Letovova (Jeanne)
- Jiri Katz (patron restaurant)
- Étienne Perier (Avocat)
- Emil Krisek (médecin)
- Jean-Paul Gauthier (policier)
- Pavel Havrlik (cheminot)
- Eva Zabehlicka (vielle dame)
- Dusan Sedlak (le proxénète)
- Michal Goran (gardien de prison)

Un certain Louis Thouret est retrouvé poignardé dans une impasse. Maigret et l'inspecteur Torrence se rendent chez l'épouse pour l'en informer. Mais elle reste froide, que ce soit à l'annonce de la mort de son mari ou des circonstances. Et lors de l'identification du corps à  la morgue, la veuve affirme que la cravate et les souliers jaunes qu'il porte ne sont pas à lui. Quant à leur fille, elle semble porter un peu plus d’affection à son père, sans manifester une douleur très vive.

## Épisode 11:La Patience de Maigret
- Agnès Soral (Aline Bauche)
- Claude Faraldo (Manuel Palmari)
- Éric Prat (Torrence)
- Vincent Martin (Lourtie)
- Ewan McLaren (Le jeune inspecteur)
- Anne Bellec (Mme Maigret)
- Fernand Berset (Juge Ancelin)
- Erick Deshors (Maurice Barillard)
- Marie-Christine Rousseau (Mme Barillard)
- Michel Crémadès (Le bijoutier)
- Raoul Delfosse (Le directeur de la P.J.)

Lors de la fuite d'une bande de malfaiteurs après un casse dans une bijouterie, un jeune agent de la circulation qui s'est interposé est froidement abattu d’une balle dans le dos par un faux aveugle. Le commissaire Maigret suspecte Manuel Palmari, malfrat sur le déclin devenu patron d'un restaurant, persuadé qu'il dirige le gang de voleurs de bijoux qui sévit depuis plusieurs années. Mais le truand est assassiné chez lui. Chargé de l’enquête par le directeur de la PJ, le commissaire est assisté par le juge Ancelin qui facilite ses investigations.

## Épisode 12:Maigret et le Fantôme
- Heinz Bennent (Gustav Jonker)
- Elizabeth Bourgine (Mirella Jonker)
- Timo Torikka (en) (Inspecteur Ari Vaara)
- Nadine Spinoza (Paulette)
- Annie Bertin (Mme Lognon).

L'un des adjoints du commissaire Maigret, l'inspecteur Lognon, a été blessé dans une rue d'Helsinki. Il a reçu deux balles reçues dans le ventre, tirées depuis une voiture.  Que faisait-il en Finlande? Il y est parti sans prévenir ses collègues et sans ordre de Mission. La seule chose que sait son épouse, c'est qu'il rêvait de l'affaire de sa vie.
Afin d'enquêter sur la raison ayant poussé son inspecteur à partir à l'étranger, le commissaire prend l'Avion pour la Finlande. À l'aéroport, l'inspecteur Ari Vaara de la police finlandaise l'accueille avec bienveillance. Le policier lui apprend que Lognon vivait au deuxième étage d'un immeuble chez une call-girl, une certaine Paulette qui a disparu après l'attentat. C'est la gardienne de l'immeuble qui a prévenu la police. Avant qu'il perde connaissance, l'inspecteur a prononcé un mot qu'elle a reconnu : "fantôme"

## Épisode 13:Maigret et l'Écluse numéro 1
- Jean Yanne (Émile Ducrau)
- Georges Staquet  (Gassin)
- Jean-Claude Frissung (Inspecteur Janvier)
- Françoise Bertin (Catherine)
- Rémy Darcy (le médecin)
- Edwige Navarro (Aline)
- Catherine Oudin (Jeanne)
- Éric Berger (Jean)
- Anne-Marie Pisani (Berthe)
- Jean-Philippe Puymartin (le gendre)
- Jean O'Cottrell (le commissaire Collin)
- Talila (Rose)
- Céline Samie (Mathilde)
- Jacques Bonnot (Fernand)
- Hervé Laudière (Bébert)
- Patrick Massieu (le chef éclusier)
- Claude Rabot (l'homme du couloir)
- Isabelle Pradeau (Françoise)
- François Chauvaud (Jaspar)
- Alain Vildieu (le chauffeur de taxi)
- Brigitte Defrance (la concierge)

Émile Ducrau, un riche armateur spécialisé dans les transports fluviaux, est victime d’une agression au couteau dont il réchappe. Dès le lendemain Maigret l’interroge, mais l'armateur prétend ne pas avoir reconnu son agresseur. Le commissaire en doute et ne se laisse pas berner par la loquacité de la victime, ni intimider par sa brutalité. 

## Épisode 14:Cécile est morte
- Claude Piéplu (Charles Dandurand)
- Annick Alane (Louise)
- Jean-Claude Frissung (Janvier)
- Jean-Pierre Gos (Lucas)
- Arnaud Giovaninetti (Gérard)
- Sophie Caffarel (Cécile Boinet)
- Anne Bellec (Mme Maigret)
- François Clavier (Le juge Mathieu)
- Didier Lafaye (L'huissier)
- Eva Ionesco (Florence Boinet)
- Vanessa Guedj (Nouchi)
- Sylvie Huguel (la concierge)
- Yannick Evely (le jeune inspecteur)
- Bernard Rosselli (1er légionnaire)
- Fabrice Bagni (2ème légionnaire)
- Serge Feuillard (le capitaine)

Cela fait trois heures que Cécile attend au 36 quai des Orfèvres : elle veut à tout prix parler au commissaire Maigret. C'est jeune femme timide et terne qui vient souvent se confier à lui. En effet, depuis quelques mois elle a peur d'un visiteur nocturne, un inconnu allant et venant dans l'appartement qu'elle occupe avec sa tante à Bourg-la-Reine. Elle n'entend rien mais constate à son réveil que des meubles et des objets ont été déplacés. Elle a même senti une odeur de tabac. Le commissaire parle de la jeune femme à Mme Maigret. Selon lui, Cécile s'invente un univers mystérieux, mais il ne lui arrive rien. Et c'est parce qu'il ne lui arrive rien qu'elle affabule.

## Épisode 15:Maigret se trompe
- Danièle Lebrun (Mme Gouin)
- Bernadette Lafont (Désirée Brault)
- Brigitte Catillon (Antoinette Ollivier)
- Anny Romand (Mlle Decaux)
- François Perrot (Le professeur Gouin)
- Jean-Claude Frissung (Janvier)
- Isabelle Petit-Jacques (Mme Cornet)
- Rebecca Potok (Alberte)
- Frédérique Lopez (Louise)
- Luc Lavandier (Pierrot)
- Annie Grégorio (La nourrice, Jeanne Gabor)
- Cécile Esperou (Nadia)
- Marie-Christine Adam (L'assistante d'Antoinette)
- Jean-Louis Tribes (Raoul)
- Bernard Tixier (Dupeu)
- Bernard Papineau (Docteur Paul)
- Joseph Malerba (le barman)
- Fabien Behar (Duval).

Dans l'appartement d'un immeuble cossu, on retrouve le corps de Louise Filon dite Lulu, une prostituée tuée par balle. Aucun locataire de l'immeuble n'a entendu ou vu quoi que ce soit. Maigret va d'abord interroger Désirée Brault, sa femme de ménage, qui lui apprend que Louise était entretenue, mais qu'elle ne sait pas par qui, et qu'elle avait un amant de cœur prénommé Pierrot. Puis il questionne la concierge, Mme Cornet, qui lui dit qu'un saxophoniste venait chez la victime. En fait, ce musicien c'est Pierrot. 

## Épisode 16:Maigret et la Vieille Dame
- Odette Laure (Valentine)
- Béatrice Agenin (Arlette, sa fille)
- Bernard Freyd (Charles)
- Olivier Cruveiller (Inspecteur Castaing)
- Philippe Morier-Genoud (Théo)
- André Chaumeau (Homère)
- Pierre Cassignard (Henri)
- Philippe Beglia (Charlie)
- Annie Jouzier (Mimi)
- Christian Ruché (le contrôleur)
- Alain Rimoux (le directeur de la PJ)
- Jacques Marchand (le patron du bar)
- Christiane Rorato (la mère Trochet)
- Dimitri Radochevitch (le père Trochet)
- Samuel Bonnafil (le docteur Joly)
- Claire Prévost (la bonne des Seuret)

Le commissaire Maigret reçoit la visite d'une certaine Valentine Besson dans son bureau de la PJ. C 'est une vieille dame venue lui parler d'un empoisonnement dont Rose, sa bonne, a été victime à sa place. Entre-temps, le député Charles Bessons, beau-fils de Valentine, se débrouille pour que le commissaire soit chargé officiellement de l'affaire.

## Épisode 17:Maigret et la vente à la bougie
- Margot Abascal (Thérèse)
- Lionnel Astier (Docteur Breton)
- Étienne Chicot (Fred)
- Pierre Forest (Groult)
- Daniel Gélin (Père Nicolas)
- Henri Lambert (Borchain)
- Michèle Moretti (Juliette)
- Stéphane Boucher (Inspecteur Claudel)
- Frédéric Pierrot (Canut)
- Gilles Treton (Gentil)
- Maryse Poulhe (Denise)
- Jean-Luc Mimault (le livreur)

Par une nuit pluvieuse, Maigret est coincé dans une auberge de Vendée à cause d'une grippe. Il s'y était rendu pour obtenir de Fred, un malfrat repenti tenancier du lieu, le nom de ses anciens complices. Réveillé par la fièvre, il sort de son lit pour téléphoner à Mme Maigret d'un poste à l'étage, lorsqu'un cri retenti et réveille la maisonnée. Mais il manque un client. C'est un riche propriétaire terrien, un certain Borchain, que l'on retrouve poignardé dans sa chambre située au rez-de-chaussée, et dont le portefeuille bien garni a disparu. 
On observe une incohérence : À la 13e minute du film le commissaire appelle son épouse à Paris et demande à l'opératrice des PTT de lui passer Montmartre 22.32. Or, Simenon loge Maigret boulevard Richard-Lenoir, dans le 11e arrondissement alors desservi par les indicatifs téléphoniques Oberkampf, Roquette ou Voltaire. Quant à Montmartre, il desservait uniquement le 18e arrondissement. Cette incohérence ne figure pas dans la nouvelle de Simenon (datée de janvier 1945 aux Sables-d'Olonne). Dans celle-ci Maigret dirigeait à cette époque la "brigade mobile de Nantes", d'où l'action située "en plein marais vendéen".

## Épisode 18:Les Vacances de Maigret
- Anne Bellec (Louise Maigret)
- Ronny Coutteure (le commissaire Mansuy)
- Alain Doutey (le docteur Delaunay)
- Catherine Aymerie (Odette Delaunay)
- Vincent Grass (Francis Popineau)
- Olivier Gourmet (Inspecteur Philibert)
- Étienne Draber (Monsieur Lourceau)
- Dominique Mac Avoy (Madame Lourceau, sœur de Madame Maigret)
- Pierre Laroche (juge Alain de Folletier)
- Jeanine Godinas (la mère supérieure)
- Yolande Moreau (Madame Popineau, la charcutière)
- Yvette Merlin (Mademoiselle Rinquet)
- Christine Divito (Liliane Godreau)
- Valérie Coton (Sœur Marie des Anges)
- Gil Lagay (Duffieux)
- Mireille Bailly (Olga)
- Anne Marev (Sœur Aurélie)
- Alice de Visscher (Claudine)

Le commissaire Maigret et son épouse prennent des vacances en Ardenne belge chez monsieur et madame Lourceaux la sœur de Louise Maigret. Mais dès le lendemain de leur arrivée, Louise ressent de violentes douleurs au ventre et doit être hospitalisée pour être opérée d’urgence d'une appendicite.
Dans la chambre de l’hôpital tenu par des religieuses, où Maigret rend visite à Louise, il y a la vieille demoiselle Rinquet, la patiente du lit d'à côté. Elle est grincheuse car derrière un rideau il y a aussi une jeune fille alitée, dans un état grave, qui ne cesse de gémir. Il s'agit de Liliane Godreau, dans le coma à la suite d'un accident de la route. Et si elle est là, c'est parce qu'il n'y a plus de place aux soins intensifs. 
- Prises de vues dans les communes de La Roche, Bouillon et Marche-en-Famenne.
- Mise à contribution de "l'Historical Vehicle Club of Belgium".
- Transposition du lieu de l'action. Dans le roman de Simenon, Maigret et son épouse prennent des vacances non pas dans les Ardennes belges, mais aux Sables-d'Olonne où se passe tout le roman.

## Épisode 19:L'Affaire Saint-Fiacre
- Anne Bellec (Madame Maigret)
- Jacques Spiesser (Maurice de Saint-Fiacre)
- Jacques Sereys (le docteur)
- Pierre Gérard (Jean Métayer)
- Nicolas Moreau (Emile)
- Maria Verdi (Marie Tatin)
- Arno Chevrier (le curé)
- Claude Winter (la comtesse de Saint-Fiacre)
- Jacques Giraud (le père Gauthier)
- Morgan Fornes (l'enfant roux)
- Céline Duhamel (Alice)
- Brigitte Defrance (Léontine)
- Béatrice Michel (la domestique)

Dans cette adaptation, il n'est plus question de mobile crapuleux comme dans le roman mais uniquement d'une vengeance après une humiliation de classe sociale; le régisseur coupable du roman se trouve ici innocent.

## Épisode 20:Le Port des brumes
- Jean-Claude Dauphin (le maire Grandmaison)
- Frédéric van den Driessche (Martineau)
- Jeanne Marine (Julie Legrand)
- Luc Thuillier (Grand Louis)
- Delphine Rich (Madame Grandmaison)
- Albert Delpy (le capitaine du port)
- Rod Goodall (Joris)
- Patrick Bordier (Lannec)
- Remy Roubakha ( l'éclusier)
- Alain Stern (le douanier)
- Ray McBride (Célestin)
- Charles Nemes (le médecin)
- Christian Bouillette (le capitaine irascible)
- Jean-Paul Bonnaire (le pêcheur)
- Dickie Byrne (le patron du café)
- Helen Norton (la serveuse)
- Owen Farron (un passant)
- Maire Stafford (la domestique)
- Thierry Mulliez (client du café)
- Bernie Walsh (client du café)
- Gerrard Conneeley (client du café)
- Pierre Campos (le supérieur du collège)
- César Van Den Driessche (François Grandmaison)

Tourné en partie à Galway, en Irlande

## Épisode 21:La Tête d'un homme
- Marisa Berenson (Mme Crosby)
- Emmanuel Salinger (Radek)
- Éric Prat (Torrence)
- Jean-Claude Frissung (Janvier)
- Jay Benedict (M. Crosby)
- Erick Desmarestz (le juge Benneau)
- Olivier Achard (Joseph Heurtin)
- Zora Jandová (cs) (Edna)
- René Remblier (Dufour)
- Pierre Baillot (Moers)
- Jean-Pol Brissart (Bob)
- Alain Lifman (Patrice)
- Éric Franklin (Richard)
- Carlo Nell (le patron de la Citanguette)
- Gérard Billon (le barman)
- Micheline Cornil (la patronne de l'hôtel)
- Mireille Franchino (la dame de La Coupole)

- Le roman a été adapté au cinéma en 1933 dans le film La Tête d'un homme avec Harry Baur dans le rôle de Maigret.
- Dans cette version le personnage de Valachine apparaît. Valachine est évoqué, mais n’est pas vu. C’est une singularité de cette version, le personnage apparaît également dans la version 1983 avec Jean-Richard . L’action du téléfilm se passe après l’abolition de la peine de mort. À la fin Radek n’est pas guillotiné, puis le téléfilm présente une deuxième fin conforme au roman où Radek est guillotiné. Dans la scène à la Coupole,  la serveuse dit on demande monsieur Valachine au téléphone.Valachine est évoqué uniquement dans cette scène conformément au roman , un Valachine s'y trouve egalement une seule fois, à la Coupole  le chasseur et non la serveuse dit On demande M. Valachine au téléphone ![2].  Dans la version avec Bruno Cremer Radek a un alibi ,il était en cellule de dégrisement et a fait executer le crime par Valachine. Valachine était à la villa avec Heurtin, mais contrairement à celui-ci il n'a pas laissé de traces. Valachine est malade , trotskiste révolutionnaire , à moitié tchèque, moitié français il sortait de Charenton . Ce fou de Valachine commente Maigret  . Valantine meurt à l’hôpital. Valachine ne se savait pas condamné . Maigret suppose que Radek était l’ami de Valachine, malgré le démenti de Radek qui dit je n’ai pas d’amis.

## Épisode 22:Maigret en Finlande
- Robin Renucci (Pr Duclos)
- Timo Torikka (en) (Ari)
- Jukka-Pekka Palo (Konrad Porola)
- Sara Paavolainen (Elisa Porola)
- Jonna Järnefelt (Anita Kari)
- Irina Björklund (Leena Liikanen)
- Peter Franzén (Leo Liikanen)
- Esko Nikkari (Liikanen)
- Aarno Sulkanen (Norppa)
- Stig Fransman (commissaire)
- Jarkko Rantanen (cafetier)
- Olavi Ahonen (acheteur de l'hôtel)
- Laura Munsterhjelm (Irma)

## Épisode 23:Maigret tend un piège
- Bruno Todeschini (Moncin)
- Laurence Masliah  (Mme Moncin)
- Hélène Surgère  (Mme Moncin mère)
- Gilles Détroit  (Inspecteur Josselin)
- Élie Semoun (Rougin)
- Jean-Paul Muel  (Baron)
- Pascale Vignal  (Marthe)
- Victor Garrivier  (Pr Tissot)
- Hubert Saint-Macary  (Juge Lambert)
- Jean-Noël Brouté (Le jeune inspecteur)
- Pierre Baillot (Moers)
- Hélène Scott (Odile)
- Serge Ridoux (Le garçon du café)
- Jacques Lalande (Le tailleur)
- Dimitri Rafalsky (Le marchand de boutons)
- Karel Polisensky (Mazet)
- Rudolf Kubik (Charles)
- Marting Sidorjak (Le photographe)
- Ivo Kubecka (Inspecteur #1)
- Petr Jakl (Inspecteur #2)

## Épisode 24:Maigret a peur
- Jean-Paul Roussillon (le juge Julien Chabot)
- Didier Flamand (le docteur Vernoux)
- Raymond Gérôme (Hubert Vernoux)
- Maurice Aufair (le commissaire Féron)
- Lara Guirao (Louise Sabati)
- Jean-Michel Noirey (l’inspecteur Chabiron)
- Gilles Gaston-Dreyfus (Chalut)
- Anne-Lise Fritsch (Léontine Page)
- Claude Vuillemin (Dr. Jussieux)
- Jane Savigny (Isabelle Vernoux)
- Paul Siegrist (M. Page)
- Christine Reffay (femme de chambre)
- Jean Schlegel (directeur hôtel)
- Leyla Aubert (Lucile Vernoux)
- Françoise Courvoisier (Jeanne Vernoux)
- Pierre Ruegg (maître d'hôtel)
- Monique Barscha (femme Casernes)
- Pierre Nicole (procureur Martel)
- Jacques Monloubou (Dr. Girod)

Quand Maigret entre en scène, deux meurtres ont déjà eu lieu et, semble-t-il, ont été commis par le même auteur. Il retrouve sur place Julien Chabot, devenu juge d’instruction. Un troisième meurtre intervient et la rumeur accuse le docteur Vernoux…

## Épisode 25:Maigret et l'Enfant de chœur
- Stanislas Forlani (Etienne)
- Anne Roussel (Hélène)
- Ginette Garcin (Denise)
- Sylvie Granotier (Madame Dupin-Duclos)
- Jacqueline Jehanneuf (Marthe)
- Roger Dumas (Dupin-Duclos)
- Philippe Duclos (Thiberge, le bijoutier)
- Jean Martin (le juge Mézières)
- Steve Kalfa (Castagnet, l'antiquaire)
- André Penvern (Luchard)
- Philippe Tansou (Monsieur Gros)
- Yan Duffas (Julien Loret)
- Jacques Gallo (Maurice)
- Christina Crevillen (la femme de ménage)
- Igor Baraton (un gamin)

## Épisode 26:Le Liberty Bar
- Pascale Roberts (Mado)
- Philippe Uchan (inspecteur Boutigues)
- Marina Golovine (Sylvie)
- Françoise Christophe (miss Martini)
- Jeanne Goupil (Gina Martini)
- Éric Boucher (Joseph)
- Gavin van den Berg (Harry Brown)
- Graham Clarke (Yann, le Suédois)
- Pascal Leclair (un gardien de la paix)
- Nigel Kent (le chauffeur de taxi)
- Rick Rodgers (le garagiste)
- John Carson (le docteur)
- Roberta Fox (une prostituée)
- Andrew Brent(le client du bar)
- Wayne Harrison (le concierge du Provençal)
- Pierre Levy (le patron du Beauséjour)
- Daniel Morbidelli (le patron du café des Rochers)
- Jasper Brett (le curé)

Maigret est appelé dans le Midi. Un homme est mort des suites d'un coup de couteau. Il y a quatre femmes autour du défunt.

## Épisode 27:L'Improbable Monsieur Owen
- Arielle Dombasle (Mylène Turner)
- Bernard Haller (monsieur Louis)
- Camille Japy (Germaine Devon)
- Michel Voïta (monsieur Schaft)
- Éric Petitjean (inspecteur Gimelo)
- João Lagarto (pt) (Niklos)
- Bruno Slagmulder (Roger)
- Philippe Ferrer (l’antiquaire)
- Isabel Ruth (la femme de chambre)
- Luísa Barbosa (pt) (la vieille femme)
- Ricardo Carriço (pt) (le plagiste)
- João Bras (l'inspecteur adjoint)
- José Manuel Mendes (pt) (le commissaire priseur)
- João Didelet (pt) (un photographe)
- Christian Manceaux (un photographe)
- David Costa (le jeune chasseur)
- José Duarte (le serveur)
- Alexandre Personne, Rodolfo Oliveira (les grooms)
- Francis Selleck, Régis Lecointe, Americo Coelho (les journalistes)
- Carlos Curto (le chasseur)
- João Aidos, Hugo Cordeiro (les garçons d'étage)
- Henrique Silva (le garçon d'ascenseur)

## Épisode 28:L'Inspecteur Cadavre
- Jacques Boudet (inspecteur Cavre)
- Nade Dieu (Geneviève Naud)
- Philippe Bas (Louis)
- Jean-Pierre Moulin (Étienne Naud)
- Axelle Abbadie (Louise Naud)
- Renaud Verley (Alban Groult-Cotelle)
- Claire Wauthion (madame Groult-Cotelle)
- Nadia Barentin (la postière Gilberte)
- André Debaar (docteur Petit)
- Jo Rensonnet (Désiré)
- Gaëtan Wenders (Édouard Govaert)
- Gabriel Cattand (le chef de cabinet)
- Nicole Madinier (la mère de Louis)
- Marie-Rose Meysmans (Madame Retailleau)
- Raymond Pradel (le chauffeur de taxi)
- Bobette Jouret (l'assistante médicale)
- Nadia Gary (l'aubergiste)
- Muguette Cozzi (la cuisinière)
- Eddy Krzeptowski (client café)
- Philippe Lanners (client café)
- Sacha Kremer (un coureur)
- Jerry Bessem (petit frère de Louis)
- Philippe Cochin (le fonctionnaire)
- Christophe Sermet (Albert Retailleau)

Bien que Simenon ait situé l'affaire dans le Bocage vendéen, dans le village de Saint-Aubin-les-Marais (nom inventé), c'est en Belgique que le réalisateur la situera, dans un autre village imaginaire dénommé Balbem. 

## Épisode 29:Madame Quatre et ses enfants
- Marianne Basler (madame Quatre)
- Claude Duparfait (inspecteur Lagarde)
- Sacha Briquet (le militaire retraité)
- Hélène Babu (Janine)
- Delphine Zentout (Mathilde)
- Yvette Petit (madame Raymonde)
- Christian Morin (commissaire Vaimber)
- Georges Neri (le provincial provençal)
- Kévin Goffette (Jean-Claude, un des fils de madame Quatre)
- Antoine du Merle (Jean-Jacques, l'autre fils de madame Quatre)
- Jacky Nercessian (Heurtebise, le laborantin)
- Lucette Raillat (la femme de 65 ans)
- Jean Pommier (docteur Bérenger)
- Tomas Hanak (Riom)
- Nina Diviskova (la femme du militaire)
- Ewen Mc Laren (Berthier)
- Milan Gargula (Mariani)

## Épisode 30:Meurtre dans un jardin potager
- Geneviève Fontanel (Fonsine Sirouet)
- Michèle Simonnet (Fernande Sirouet)
- Rémy Kirch (lieutenant Picard)
- Christophe Kourotchkine (inspecteur Paturel)
- Renée Le Calm (la grand-mère Fouly)
- Martin Amic (Louis Fouly)
- Jean-Claude Bolle-Reddat (Germain Fouly)
- Sylvie Herbert (Micheline Fouly)
- Maïté Nahyr (madame Joubert)
- Thierry Ragueneau (gendarme Bouvier)
- Maurice Mons (le jardinier)
- Yann Pradal (Georges)
- Pavel Kriz (le docteur)
- Laura Préjean (Henriette)
- Blandine Lenoir (Hélène)
- Christophe Veillon (Paul)
- Daniel Cervinka (Dominique)
- Zaneta Bukovka (Nicole)

Un village du Jura est ravagé par la haine opposant les deux sœurs Sirouet. Un matin, le cadavre d'un clochard est découvert dans la cabane à outils de leur potager un pistolet 6,35 mm sur lui. Un autre clochard, Joseph Korda, avait été tué avec un pistolet 6,35 mm Pont de l'Alma la semaine précédente...

## Épisode 31:Un meurtre de première classe
- Alexandre Brasseur (inspecteur Paul Lachenal)
- Veronika Varga (Catherine Frankel)
- Hélène de Saint-Père (Léna Leinbach)
- François Caron (Albert Dutoit)
- François-Régis Marchasson (Arnaud)
- Laurent Schilling (Éric Dorléac)
- Christian Pereira (René Bonvoisin)
- Philippe Lamendin (Guillaume Collet)
- Fabien Béhar (inspecteur Luciani)
- Christophe Lemasne (le docteur)
- Idwig Stéphane (le Consul)

## Épisode 32:Maigret voit double
- Laure Duthilleul (Évelyne Tremblet)
- Aladin Reibel (monsieur Magine)
- Julien Cafaro (inspecteur Olmetta)
- Éléonore Gosset (Francine Tremblet)
- Consuelo de Haviland (Josette Keller)
- Jean-Paul Muel (monsieur Mauvre)
- Alexandre Brasseur (inspecteur Paul Lachenal)

## Épisode 33:Maigret chez les riches
- Alexandre Brasseur (inspecteur Paul Lachenal)
- Michel Duchaussoy (maître Parendon)
- Caroline Sihol (madame Parendon)
- Célia Granier-Deferre (Bambi)
- Jocelyn Quivrin (Gus)
- Cécile Bois (mademoiselle Vague)
- Wilfred Benaïche (Ferdinand)
- Pascal Decolland (Tortu)
- Stéphane Cottin (Baud)
- Blandine Lenoir (Lise)
- Colette Maire (cuisinière)
- Roland Farrugia (directeur de la PJ)
- Jacques Brunet (procureur Raynouard)
- Fabien Béhar (inspecteur Lucciani)

Maître Parendon, un richissime avocat d'affaires, a reçu une lettre anonyme annonçant un drame sanglant au sein de sa famille. C'est le commissaire Jules Maigret en personne qui hérite de cette affaire un peu particulière, sans mobile ni cadavre. Quand il pénètre dans l'hôtel particulier des Parendon, il sait que ses investigations devront être aussi discrètes que le bruit de ses souliers sur l'épais tapis qu'ils foulent.

## Épisode 34:Maigret et la Croqueuse de diamants
- Alexandre Brasseur (inspecteur Paul Lachenal)
- Michael Lonsdale (sir Lampson)
- Renaud Danner (Willy)
- Jean-Claude Adelin (le Boxeur)
- Frédéric Bodson (Jean)
- Maaike Jansen (la Hollandaise)
- Alexia Portal (Gloria)
- Sandrine Blancke (Huguette)

## Épisode 35:Mon ami Maigret
- Annie Sinigalia (Ginette)
- Blandine Bury (Anna)
- Alexandre Brasseur (inspecteur Paul Lachenal)
- Anna Korwin (Mrs Wilcox)
- Emmanuel Guttierez (Philippe de Moricourt)
- Jean-Michel Portal (Yann Deferre)
- François Lalande (Émile Zucca)
- Marc Chapiteau (Marcel Carrouge)
- Michael Morris (inspecteur Pyke)
- Sara Martins (Jojo)
- Georges Neri (Justin)
- Jean-Christian Grinevald (le Dentiste)
- Mama Prassinos (la postière Aglaë)

Flanqué d’un inspecteur de Scotland Yard venu étudier ses méthodes, Maigret débarque à Porquerolles où un homme, affirmant bien le connaître, a été assassiné.

## Épisode 36:Maigret et la Fenêtre ouverte
- Alexandre Brasseur (inspecteur Paul Lachenal)
- Florence Darel (Sylvie Laget)
- Jacques Boudet (Descharneaux)
- Jacques Dacqmine (Oscar Laget)
- Fabien Béhar (inspecteur Luciani)
- Clément Harari (monsieur Feldman)
- Evelyne Grandjean (Madeleine Legoff)
- Célia Granier-Deferre (Odile Rivière)
- Christophe Paou (Michel Rivière)
- Guy Louret (Stéphane Laget)
- Christian Ameri (le turfiste)
- Thierry Levaret (le peintre no 1)
- Michel B. Dupérial (le peintre no 2)
- Catherine Lefèvre (la jeune mère)

## Épisode 37:Maigret et le Marchand de vin
- Alexandre Brasseur (l’inspecteur Lachenal)
- Bénédicte Loyen (Anne-Marie)
- Carol Brenner (Jeanne Chabut)
- Nicole Croisille (madame Blanche)
- Thierry Frémont (Gilbert Pigou)
- Laurent Schilling (l’inspecteur Lambert)
- Jacques Frantz (René Chabut)
- Eric Laugérias (Noblet)
- Gérard Lartigau (Caucasson)
- Dominique Frot (Liliane Pigou)
- Bruno Abraham-Kremer (inspecteur Lorenzi)
- Pierre Louis-Calixte (Stiernet)
- Raymond Gil (Désiré Chabut)
- Frantizek D. Stanek (Jolivet)
- Jiri Stanislav (Bornic)
- Michal Rones (Feret)
- Vaclav Chapula (Jacques Riolle)
- Michal Gulvas (Grangier)
- Katerina Urbancova (dactylo 1)
- Linda Jablonska (dactylo 2)
- Dagmar Statinova (dactylo 3)
- Helena Strupkova (hôtesse)
- Monica Kvasnickova (standardiste)

## Épisode 38:Maigret chez le ministre
- Alexandre Brasseur (inspecteur Paul Lachenal)
- Bernard Freyd (Auguste Point, ministre des Travaux publics)
- Gisèle Casadesus (madame Calame)
- Laure Marsac (Claire Point)
- Christophe Reymond (Jacques Fleury,chef de cabinet)
- Christian Pereira (le directeur de la P.J.)
- Olivier Broche (Julien Piquemal,surveillant aux Ponts et Chaussées )
- Jean Dautremay (Mascoulin,directeur du journal le Globe)
- Laurent Schilling (inspecteur Lambert)
- Pascal Leguennec (Bonnet)
- Cécile Caillaud (Lise Piquemal)
- Marie-Bénédicte Roy (Patronne de l'hôtel)
- Jiri Stanislav (Bornic)
- Lida Vlaskova (Marie-Laure)
- Ivan Podobsky (Le facteur)
- Katerina Vinicka (Madame Fleury)
- Zdenek Mariska (Germain)
- Mutinda Muruni (Infirmière)
- Leos Juracek (Guetteur 1)
- Jan Nemejovsky (Guetteur 2)
- Michal Rones (Feret)

## Épisode 39:Le Fou de Sainte-Clothilde
- Alexandre Brasseur (inspecteur Paul Lachenal)
- Philippe Khorsand (Duhour)
- Philippe Magnan (docteur Rivaud)
- Philippe Dormoy (commissaire Leduc)
- Sonia Vollereaux (madame Bellanger)
- Michel Vuillermoz (Bellanger)
- Dora Doll (Tativa)
- Chrystelle Labaude (Janine)
- Anne Kreis (Florence Rivaud)
- Armelle (l'infirmière)
- Jean-François Gallotte (le patron de l’hôtel)
- Christiane Ludot (l'institutrice)

## Épisode 40:La Maison de Félicie
- Jeanne Herry (Félicie)
- Jean O'Cottrell (inspecteur Janvier)
- Pierre Diot (inspecteur Christiani)
- Renée Le Calm (madame Chauchoi)
- Nicolas Guimbard (Jacques Pétillon)
- Nicole Dubois (la receveuse des Postes)
- Jean-Pierre Bagot (Charles Morin)
- Bonnafet Tarbouriech (Émile, le patron du café)
- Christelle Cornil (Léontine)

## Épisode 41:Maigret à l'école
- Jean-Claude Dreyfus (docteur Bresselles)
- Carole Richert (madame Gastin)
- Stéphane Jobert (Marcellin Rateau)
- Philippe Duquesne (Louis Paumelle)
- Eva Mazauric (Thérèse)
- Lucia Sanchez (Maria Guardia Lopez)
- Ilroy Plowright (Jean-Paul Gastin)
- Vivien Picouleau (Marcel Sellier)
- Kevin Jacob (Joseph Rateau)
- Jean-Claude Lecas (Théo Goumard)
- René Remblier (Julien Sellier)
- Nathalie Dorval (Marthe Sellier)

## Épisode 42:Maigret et la Princesse
- Colette Renard (Jacqueline "Jacotte" Larrieux)
- Micheline Boudet (Isabelle "Isy" de Wissemberg)
- Marie-Thérèse Arène (maître Denise Aubonnet)
- Didier Raymond (Philippe de Wissemberg)
- Mario Pecqueur (Alain Mazeron)
- Guillaume Gallienne (Cormière, des Affaires étrangères)
- Pierre Aussedat (abbé Bruno Desnoyers)
- Pierre Diot (inspecteur Christiani)
- Jean-Paul Bonnaire (inspecteur Battesti)
- Ariane Séguillon (Dany)
- Amalric Gérard (Éric de Wissemberg)
- Jacques Ciron (docteur Josserand)
- Stéphane Auberghen (ex-madame Mazeron)

## Épisode 43:Un échec de Maigret
- Jean-Luc Bideau (Ferdinand Fumal)
- Jacques Rosner (Joseph Guyonnet)
- Manuela Gourary (madame Fumal)
- Isabelle Candelier (Louise)
- Daniel Laloux (Victor)
- Pierre Diot (inspecteur Christiani)
- Gérard Croce (Gaillardin)
- Matthias Van Khache (inspecteur Maury)
- Sophie Pincemaille (Martine Gilloux)
- Philippe Meyer (le directeur de la P.J.)
- Michèle Brousse (madame Gaillardin)
- Miroslav Eizler (Félix)
- Milan Gargula (Lucien)

## Épisode 44:Signé Picpus
- Pierre Diot (inspecteur Christiani)
- Matthias Van Khache (inspecteur Maury)
- Martine Sarcey (madame Lecloaguen)
- Maurice Chevit (Octave Lecloaguen)
- Frédérique Bonnal (mademoiselle Roy)
- Robert Plagnol (le juge)
- Philippe Meyer (le directeur de la P.J.)
- Gérard Bôle du Chaumont (Joseph Mascouvin)
- Florence Pelly (Berthe)
- Armelle Deutsch (Emma)
- Olivier Pajot (monsieur Blaise)
- Dominique Marcas (madame Biron)
- Marc Dudicourt (monsieur Drouin)
- Noémie Fansten (l'infirmière)
- Luc Antoni (le garçon de café)
- Christophe Giordano (le policier bavard)

## Épisode 45:L'Ami d'enfance de Maigret
- Roger Pierre (Léon Florentin)
- Marianne Groves (Mélanie Blanc)
- Jean-Paul Bonnaire (inspecteur Battesti)
- Pierre Diot (inspecteur Christiani)
- Hubert Saint-Macary (François Belin)
- Philippe Morier-Genoud (Victor Lamotte)
- François Feroleto (Jean-Luc Valois)

## Épisode 46:Les Scrupules de Maigret
- Pascale Arbillot (Gisèle Marton)
- Georges Siatidis (Xavier Marton)
- Florence Hebbelynck (Jany)
- Michel Guillou (commissaire Deruyter)
- Olivier Darimont (inspecteur Lambert)
- Renaud Rutten (inspecteur Vandermeulen)
- Jean-Michel Vovk (Harris Schwob)
- André Debaar (le ministre)
- Anne Carpriau (la concierge de l'hôtel)

Transposition du lieu de l'action. Dans le roman de Simenon l'action se passe entièrement à Paris.

## Épisode 47:Les Petits Cochons sans queue
- Vahina Giocante (Germaine Blanc)
- Karim Adda (inspecteur Launay)
- Roger Souza (commissaire Pardi)
- Thérèse Liotard (la comtesse)
- Philippe Landoulsi (Freddie)
- Laurence Lerel (Thérèse)
- Réginald Huguenin (Le Gentil)
- Julio A. Casanova (Pepe Alban)
- Max Alvarez (Max Asis)

Germaine, la ravissante jeune mariée d'un journaliste sportif, est à la recherche de son époux qui vient de disparaître. Elle parvient subtilement à se faire aider du commissaire Maigret, qui ne peut enquêter officiellement, n'étant pas dans sa juridiction. Ses investigations finissent par irriter le commissaire Pardi, qui voit la concurrence d'un mauvais œil…

## Épisode 48:Maigret et le Clochard
- Émilie Lafarge (Léa)
- Chloé Lambert (Juliette Leterrier)
- Franck Gourlat (Jeff Van Houtte)
- Eva Saint-Paul (madame Keller)
- Philippe Bardy (Pierre Leterrier)
- Pierre Diot (inspecteur Christiani)
- Jean-Paul Bonnaire (inspecteur Battesti)
- Rémy Roubakha (Jean Guillot)
- Benjamin Broux (Lucien Hardouin)
- Christine Paolini (madame Guillot)
- Nicolas Larzul (Hubert Van Houtte)
- Michel Modo (le patron du bougnat)
- Annie Mercier (la patronne du bougnat)
- Georges Gilbert-Cazeneuve (François Keller)
- Jacques Brucher (docteur Magnin)
- Christian Zanetti (Dédé)

## Épisode 49:Maigret et l'Ombre chinoise
- Christine Boisson (Germaine Martin)
- Alain Rimoux (Edgar Martin)
- Estelle Skornik (Nine Moinard)
- Valentine Varela (Madeleine Dormoy-Boyer)
- Josiane Stoléru (Mathilde)
- Sylvie Flepp (madame Boursier)
- Olivier Brun (Daniel Boyer)
- Cédric Chevalme (inspecteur Bertin)
- Jean-François Poron (le colonel)
- Yves Beneyton (monsieur de Saint-Marc)
- Isabelle Petit-Jacques (Jeanne Boyer)
- Michel Elias (Luc Vignal)
- Rodolphe Tissot (inspecteur Jansen)
- Yann Pradal (le barman)
- Bénédicte Charpentier (femme de chambre)
- Jiri Stanislav (Pierre Boyer)
- Gaston Subert (médecin légiste)
- Charles Nemes (médecin de famille)

## Épisode 50:Maigret chez le docteur
Claudio Tonetti
- Monique Chaumette (Eugénie)
- Lionel Abelanski (Martin)
- Pierre Berriau (monsieur Lundi)
- Nathalie Besançon (Alice Baron)
- Fabienne Tricottet (mademoiselle Simpson)
- Laurent Le Doyen (docteur Armand Baron)
- Yvon Martin (inspecteur Dantec)
- Guillaume Delorme (Guillaume)
- Didier Agostini (l'aumônier)
- Fedele Papalia (le curé)
- Michel Pilorgé (le père d'Olga)
- Maryse Déol (la mère d'Olga)
- Sylvie Lachat (la pâtissière)
- Katerina Janecková (Olga)
- Louis Pottier (le fils du docteur Baron)
- Adela Stredova (la fille du docteur Baron)

## Épisode 51:Maigret en meublé
- Annie Grégorio (Sophie Clément)
- Maria Schneider (Françoise Boursicault)
- Valérie Karsenti (Isabelle Fresco)
- Jacques Mathou (Julien Hurel)
- Christophe Hémon (Paulus)
- Michel Ruhl (Valentin Desker)
- Pierre Diot (inspecteur Christiani)
- Roger Ibanez (monsieur Berlanga)
- Christian Ruché (inspecteur Archambaud)
- Zorica Lozic (Lana Custencu)
- Pavel Yondrusca (M. Custencu)
- Laetitia Pesenti (Aline Archambaud)
- Carlo Nell (docteur Boissy)
- Loïc Pichon (M. Boulard)
- Béatrice Costantini (la grande Thérèse)
- Gilles Dyrek (M. Liotard)
- Olga Kokorina (Mme Liotard)

## Épisode 52:Maigret et la Demoiselle de compagnie
- Vanessa Larré (Cécile Ledru)
- Thierry Fortineau (juge Monthiel)
- Vincent Winterhalter (Philippe Deligeard)
- Arnaud Appréderis (docteur Briand)
- Pierre Diot (inspecteur Christiani)
- Vania Vilers (commissaire Henri Carhaix, brigade financière)
- Edith Perret (mademoiselle Flandre)
- Éric Poulain (Jacques Mercier)
- Didier Pain (Albert Retailleau)
- Philippe Beglia (Victor)
- Simon Duprez (Arsène)
- Marie Florac (madame Deligeard)
- Jakub Hais (Marek)
- Jana Altamannova (Caroline Beaume)

## Épisode 53:Maigret et les Sept Petites Croix
- Didier Agostini (inspecteur Lecœur)
- Rémi Martin (Olivier Lecœur)
- Alain Floret (inspecteur Jamin)
- Laurent Labasse (inspecteur Gianni)
- Marina Golovine (Ginou)
- Raphaëline Goupilleau (madame Loubet)
- Nils Ohlund (inspecteur Bonfils)
- Jean-Pierre Bagot (le directeur de la P.J.)
- André Thorent (le voisin insomniaque)
- Bruno Bayeux (Pierrot)
- Maxime Lombard (le patron du café)
- Josef Nos (Roger Loubet)
- Martin Novotny (François "Bib" Lecœur)
- Étienne de Balasy (médecin légiste)
- Karel Belohrardsky (inspecteur 1)
- Petr Koutecky (inspecteur 2)

## Épisode 54:Maigret et l'Étoile du Nord
- Lizzie Brocheré (Céline Germain/Geneviève Blanchon)
- Luis Rego (Joseph Peyrelongue)
- Pascal Demolon (inspecteur Bastien)
- Thierry Liagre (inspecteur Peretti)
- Olivier Balazuc (Jean-Pierre Loisillon)
- Yvan Dautin (Marc-Antoine Lahaleux)
- Michel Lagueyrie (Ludovic Larrieu)
- Marie-Christine Adam (Irène Salavin)
- Éric Franquelin (commissaire Verdier)
- Catherine Ferran (Lucienne Florac)
- Rodolphe Tissot (inspecteur Jansen)
- Vincent Grass (la voix de Maigret)
- Patrick Palmero (Victor Lacarrière)
- Patricia Varnay (Denise Marken)
- Clément Michel (photographe de la PJ)
- Gérard Moulevrier (juge d'instruction)
- Charles Nemes (médecin légiste)
- Stanislas Hybler (Georges Bompard)
- Zdenek Seplacek (client de l'hôtel)
- Hana Czivisova (prostituée à l'hôtel)
- Monika Hladova (gardienne)